# دوغ ليفينغستون
دوغ ليفينغستون هو سياسي كندي، ولد في 15 أبريل 1954. انتخب عضو الجمعية التشريعية في يوكون ‏.